# وجاجة
وجاجة منطقة عراقية وبئر في جنوب شرق مركز قضاء السلمان في محافظة المثنى في صحراء الحجرة من البادية العراقية بجنوب العراق، وفي الطريق من هدانية إلى الوجاجة ظهرةٌ اسمها صَعدة هدانية، تلك الظهرة أرض عالية، ممتدة ألف متر حتى تنحدر إلى الوجاجة في منحدر نقرة السلمان، قال عبد الجبار الراوي في كتابه (البادية) إن طريق السلمان بصية يبدأ "مِن نقرة السلمان المنخفضة إلى مسافة 7 كيلومترات حيث تقع الوجاجة على الجهة اليمنى وهي بئر كبيرة ويُسمع فيها للماء دويّ ظاهر لأنها كائنة تحت مرتفع كبير كالجبل ويكثر فيها طير الحمام ومِن الوجاجة تبدأ الأرض بالارتفاع تدريجياً وتكثر فيها الحجارة إلى مسافة 3 كيلومترات وهذا المرتفع هو ظهر (نقرة السلمان) ثم ينحدر السائر رويداً مسافة 9 كيلومترات حتى يصل إلى فيضة مملوءة بأشجار السدر تُسمى (شاوية).". البعد بين الوجاجة ومدينة السلمان أقل من 10 كيلومترات.

## تضاريس
قالت ضمياء الجبوري في كتابها (التباين المكاني لخصائص المياه الجوفية) "وتُعدّ الحفر التخسفية sinkholes الأشكال النهائية لتكوين التكهفات والتي غالباً ما تولد آبار عميقة جداً التي تغذي المياه الجوفية في موسم تساقط الأمطار على السطح…وتَكون هذه الآبار في الوقت الحاضر مخفية بِطين جيري بني مُحمّر اللون العائد لترسبات الزمن الرباعي كما في الوجاجة وأم دحل".

## أساطير وجاجة
نشر الأديب العراقي حامد فاضل قصة اسمها بئر الوجاجة، فيها شخصية بدوي اسمه منخي دارت حوله أساطير لم تنتهِ إذ إن صدى صوته ظل يتردد من داخل بئر الوجاجة، فنال بها جائزة نادي الجمهورية من جريدة الجمهورية عام 1995. قال ياسين النصير في كتابه (ما تخفيه القراءة) "في قصة "بئر الوجاجة" ثمة مثيولوجيا غائرة في الحكاية قبل المكان، تداولها الناس منذ أزمنة وتراكمت عليها الحكايات حتى غدت بالمئات، القصة التي كتبها حامد فاضل واحدة منها، وحامد فاضل يعيد تصورات الأقدمين بلغة معاصرة عنها، ما يجعلها قصة مقبولة ليس بنيتها وفنيتها، فقط، بل تلك الطاقة الناقصة التي تستدعيك لأكمالها، وهو مايضع القارئ دائما في موقع المؤلف. ثمة صوت نسمعه منذ الأزل يصدر عن البئر، وسيبقى ذلك الصوت النداهة مسموعا كلما مر به أناس أو طلبوا منه ذلك. القصة تكملة لذلك الصوت الأزلي الذي جسده يوسف أدريس في قصة جميلة له "النداهة" فيجده القاص في رجال خبروا الأرض وامتهنوا الصحراء قبل أن تمتهنهم. احتاج القاص إلى شخصية معلم وتلاميذ، وهوتركيب يجمع بين الكبر والصغر، بين من يحكي ومن يستمع. وعبر فارس مجبول على الترحال هو " منخي" يعيد القاص على لسان المعلم علينا حكايته التي اختزنها البئر المضيء دائما بالصوت، مصحوبا بصوت القوافل العربية. فالمعلم والتلاميذ ليسوا بشرا كما نتصورهم،بل هم مجسات أزمنتنا الآتية، فكلما كانوا هناك في الصحراء وينادون البئر،كلما اكتشفنا بقعة مضيئة أخرى".